# Doliops metallicus
Doliops metallicus är en skalbaggsart som beskrevs av Stefan von Breuning 1938. Doliops metallicus ingår i släktet Doliops och familjen långhorningar.
Artens utbredningsområde är Filippinerna. Inga underarter finns listade i Catalogue of Life.